# Dinozauri (povestire)
„Dinozauri” („Dinosaurs”) este o povestire științifico-fantastică de Walter Jon Williams. A apărut prima dată în Asimov's Science Fiction în iunie 1987 și apoi în The Year's Best Science Fiction: Fifth Annual Collection (1988), The 1988 Annual World's Best SF (1988), Best New SF 2 (1988), Facets (1991), Isaac Asimov's Aliens (1991), ZomerSFeer (neerlandeză, 1996), Future on Ice (1998), The Furthest Horizon: SF Adventures to the Far Future (2000)  și Exploring the Horizons: Explorers, and The Furthest Horizon (2000). În limba română a apărut în Almanah Sci-Fi Magazin din ianuarie 2009, ultima apariție a revistei Sci-Fi Magazin.
„Dinozauri” a fost nominalizată la premiul Hugo, povestirea descrie progresele umanității în cucerirea spațiului cosmic peste milioane de ani și cum gestionează oamenii primul-contact cu alte specii simțitoare. 
Publishers Weekly a descris povestirea ca fiind "bio-punk".

## Prezentare
Sharii cu trei picioare se agită în lumina roșie și palidă a soarelui lor. Deodată o navă imensă aterizează pe planetă cu un diplomat al unei rase care le-a exterminat miliarde din semenii lor și le-a distrus mai multe planete. Din navă coboară Drill. Acesta este produsul final a nouă milioane de ani de evoluție umană. Sharii doresc să înceapă negocierile de pace cu oamenii, dar Drill, după ce Memoria sa îi arată ce se întâmplă în exteriorul navei, trebuie să mănânce și să facă sex, la îndemnul Cerebelului său suplimentar în Sincronizare Zen.

## Personaje
- Drill, diplomat uman pe planeta Sharilor
- Gram, Președinta Asociației de Socializare a Sharilor cu Celelalte Popoare și Planete

## Legături externe
- en  Istoria publicării lucrării Dinozauri la Internet Speculative Fiction Database

## Vezi și
- 1987 în științifico-fantastic